# Berliner Verkehrsbetriebe
Pour les articles homonymes, voir BVG et BVB.

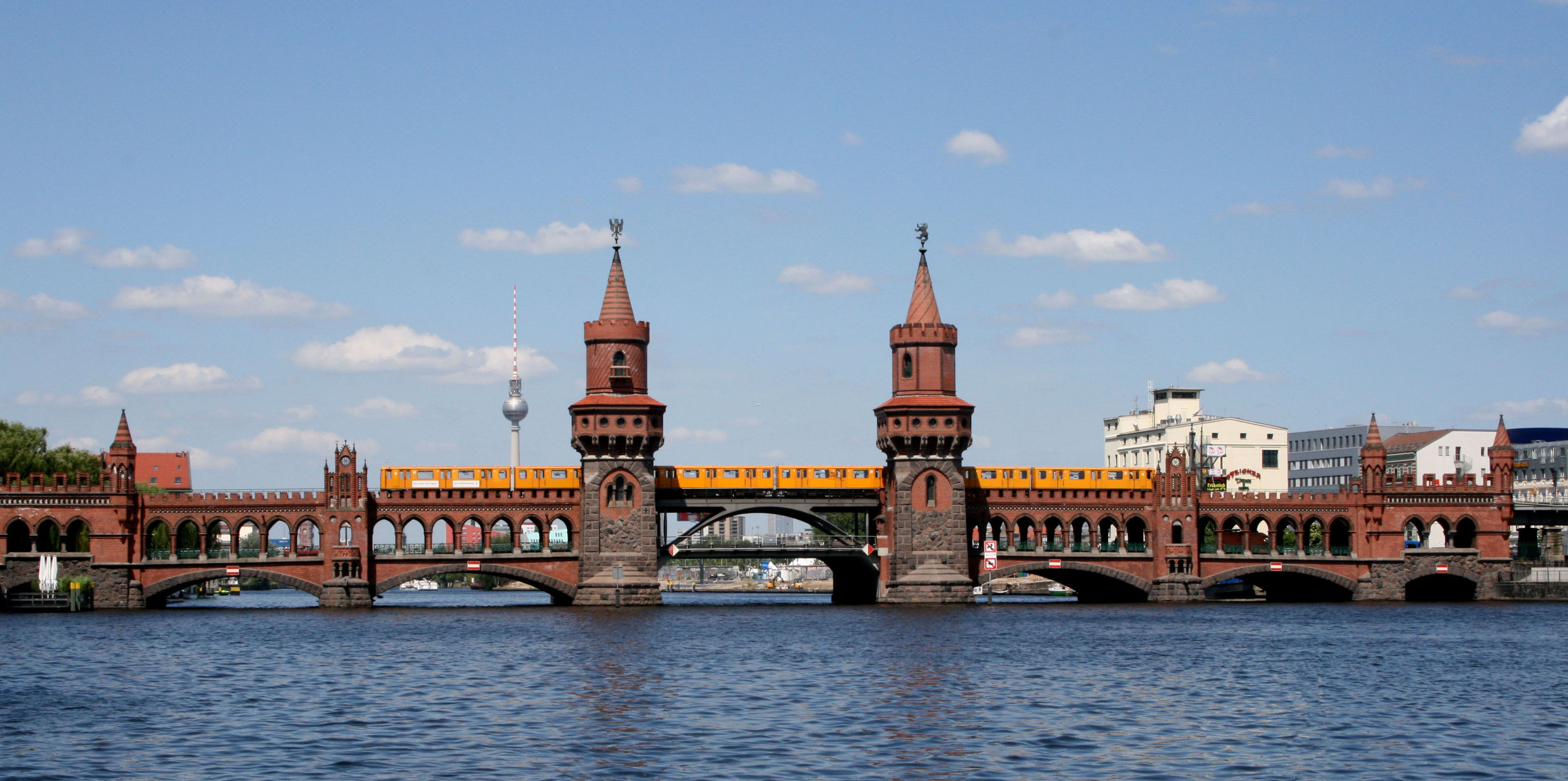
Rame du métro de Berlin traversant la Spree par l'Oberbaumbrücke

La Berliner Verkehrsbetriebe (c'est-à-dire la « compagnie des transports berlinois »), abrégé en BVG (prononcer : bé-fao-gué), est l'entreprise qui exploite les réseaux de métro (U-Bahn), tramway (Straßenbahn ou Tram) et bus de l’agglomération de Berlin, ainsi que quelques lignes de bac-piétons.
La BVG a par ailleurs pris part au projet de M-Bahn (Magnetschwebebahn : Train à sustentation magnétique) berlinois dans les années 1980 et jusqu’au début des années 1990. Le projet fut cependant interrompu avec la chute du mur. C'est aussi à cette date que la compagnie a repris l'exploitation des réseaux de son homologue est-berlinois nommé aussi : Berliner Verkehrsbetriebe, mais abrégé en BVB.
Entre 1984 et 1994, la BVG a été aussi responsable du réseau de S-Bahn (l’équivalent du RER francilien) de Berlin-Ouest. Le réseau de S-Bahn de Berlin est maintenant exploité par la S-Bahn Berlin GmbH.
Le réseau MetroNetz a été lancé le 12 décembre 2004 et regroupe 24 lignes de bus (Metrobus) et tram (Metrotram). Contrairement à ce que son nom pourrait laisser croire aux étrangers, MetroNetz ne comporte pas de lignes de métro. Le but est d'offrir une meilleure lisibilité et un service cadencé aux trams et bus sur les grands axes délaissés par les lignes de métro et de S-Bahn, ainsi que des correspondances améliorées.
Cette réforme est controversée car elle augmente parfois le nombre de correspondances nécessaires, certaines lignes ont été modifiées, et elle change les habitudes. Cependant, globalement l'offre de transport a augmenté.

Signe du métro (U-Bahn)
Signe du tramway
Signe de l'autobus
Signe du bac-piéton

## Histoire
Sur proposition d'Ernst Reuter, la Berliner Verkehrs-AG (BVG) est née le 1er janvier 1929 de la fusion de trois différentes compagnies de transport public berlinois :
- la Gesellschaft für elektrische Hoch- und Untergrundbahnen in Berlin (« Société du métro électrique à Berlin »),
- la Allgemeine Berliner Omnibus-Actien-Gesellschaft (« Société anonyme générale d'autobus à Berlin », ABOAG)
- la Berliner Straßenbahn-Betriebs-GmbH (« Société des tramways de Berlin »).

Elle change de statut et prend son nom actuel de Berliner Verkehrs-Betriebe (BVG) le 1er janvier 1938.
Quatre ans après la Seconde Guerre mondiale, l'Allemagne se divise en deux États : la RFA et la RDA. Berlin se scindant également en deux : la BVG est divisée en deux compagnies exploitant leur réseau respectif : BVG pour l'ouest et BVB pour l'est. Celles-ci laissant aux passagers la possibilité de changer entre les différents réseaux de transport public. La construction du mur en 1961 finira de scinder définitivement les deux réseaux de manière presque hermétique.
Cette situation entraina quelques aménagements sur le réseau : ainsi les lignes 6 et 8 du métro, gérées par la BVG, ont vu presque toutes leurs stations situées à Berlin-Est fermées par les autorités est-allemandes. Tandis que la ligne 2 se verra scindée en deux de part et d'autre du mur.
Avec la réunification de l'Allemagne et de la ville de Berlin en 1990, la BVG redevient la seule compagnie chargée des transports publics de métro, tram, bus et bac pour l'ensemble de la ville au 1er janvier 1992.
Le 30 décembre 1996 est créée la Verkehrsverbund Berlin-Brandenburg (« Association des transports de Berlin-Brandenburg ») de laquelle la BVG est partie prenante.

## Données clefs

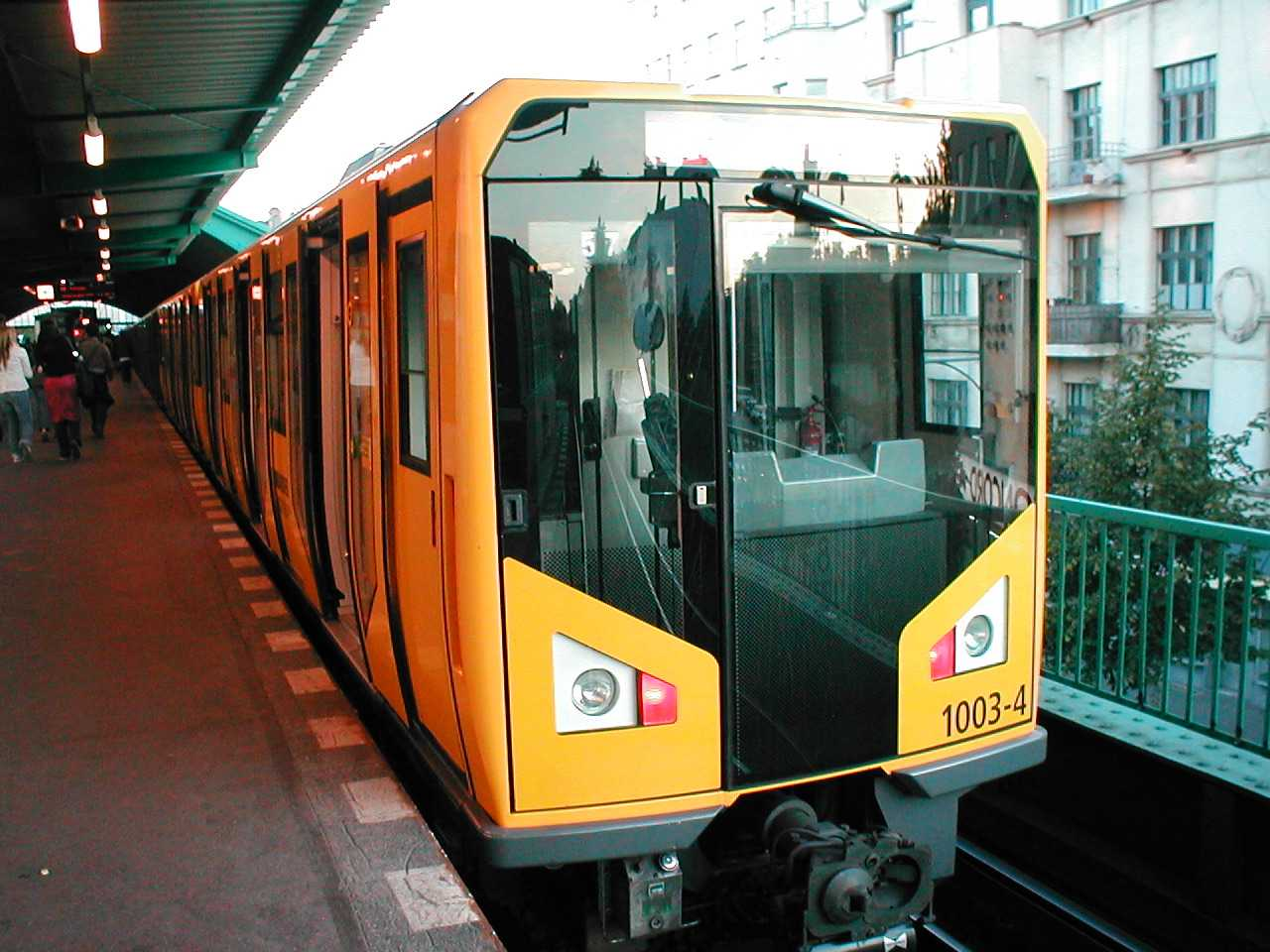
Métro de Type HK.

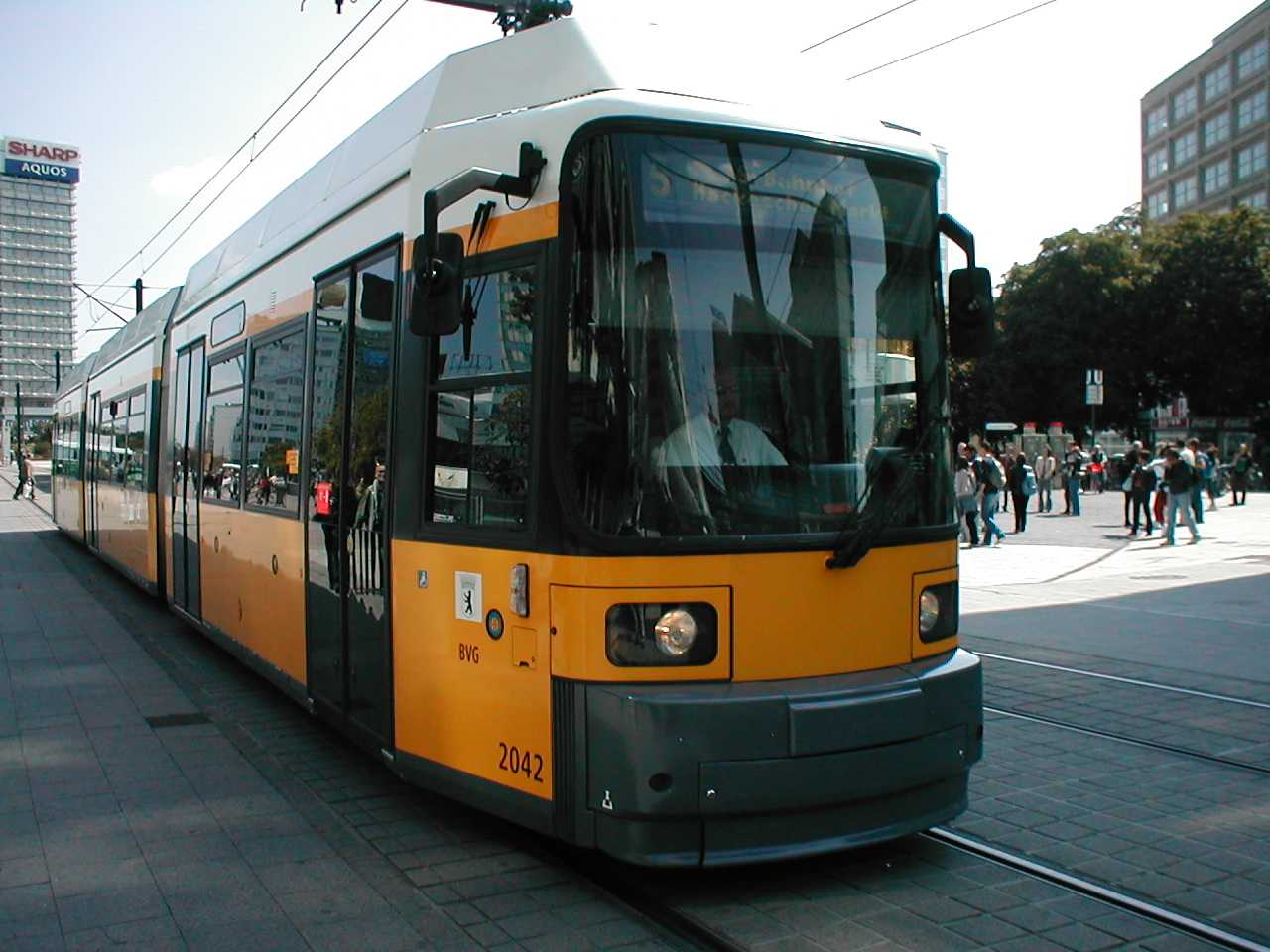
Tramway de Type GT6N.

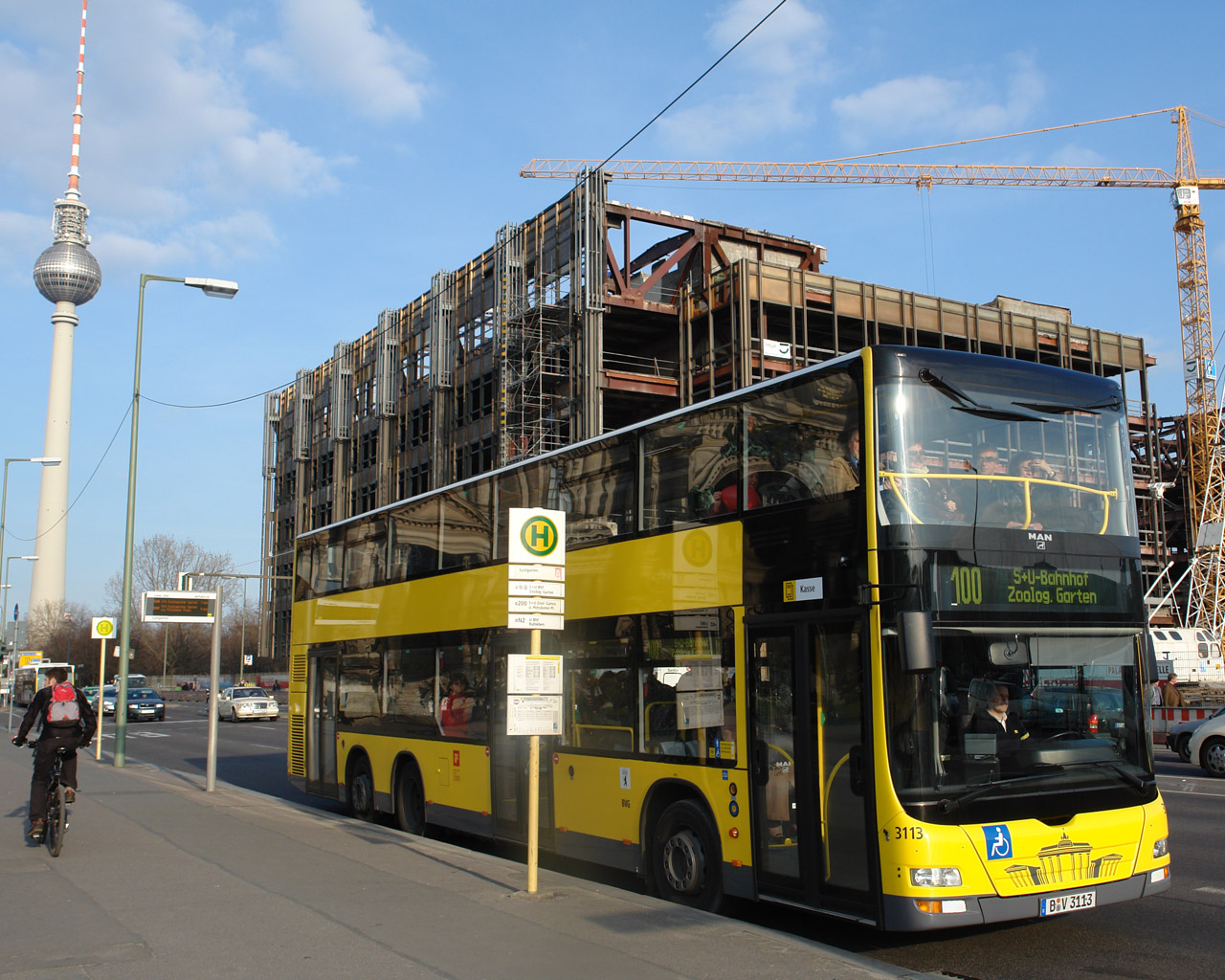
Bus de Type NeoMAN.

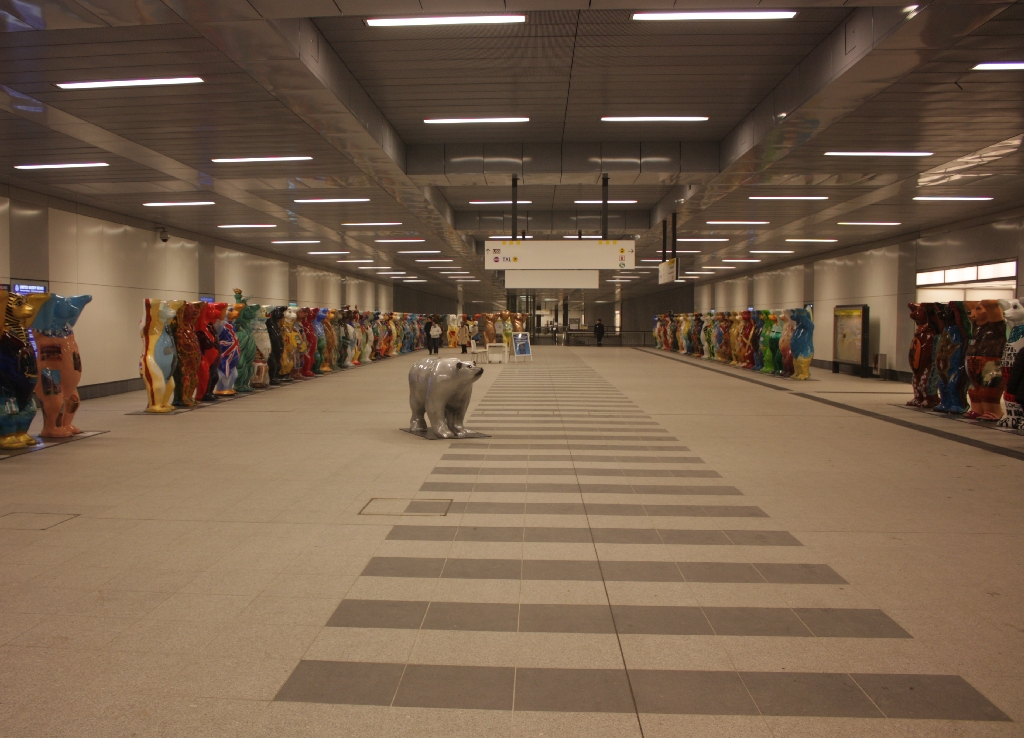
BVG, station de métro
Hauptbahnhof (U55, gare centrale):
Amicale des ours unis –
« Main dans la main pour plus de tolérance et d’entente entre les peuples »,
2010/2011.

Usagersenviron 904 millions par an
Véhicules
- 1312 voitures de métro
- 542 tramways
- 1333 bus

Stations
- Environ 6463 arrêts de bus
- Environ 799 stations de tramways
- 170 stations de métro

Réseau
- 9 lignes de métro : 144,2 km
- 22 lignes de tramway : 189,4 km
- 148 lignes de bus : 1 703,0 km
- 6 lignes de bac-piétons : 6,3 km

Réseau nocturne
- 8 lignes de métro (weekend et jours fériés seulement) : 141,3 km
- 9 lignes de tramway : 103,0 km
- 65 lignes de bus : 799,0 km

Horaires de fonctionnement et fréquences
- Métro : entre 4 h 30 du matin et 0 h 30 environ, une rame à toutes les 5 minutes en moyenne, l'intervalle augmente à10 minutes en soirée
- Metrotram et Metrobus : 24h/24h, fréquence de 10 minutes au minimum entre 5 h 00 et minuit, de 30 minutes la nuit
- Tramway, Bus (circulation normale) : entre 4 h 00 et 1 h 00 toutes les 10 ou 20 minutes, tout dépendant de la ligne

Sources : BVG (avril 2008)